# Axelinus
Axelinus (лат.) — род жуков-карапузиков из подсемейства Saprininae (Histeridae).

## Распространение
Пустыни Средней Азии. 

## Описание
Мелкие жуки-карапузики, тело овальной формы, выпуклое, длина около 2 мм. От прочих Saprininae отличается прерывистой лобной бороздкой. Специализированные псаммофилы. Впервые выделен советским и российским энтомологом Олегом Леонидовичем Крыжановским (1918—1997).

## Виды
Некоторые виды рода:
- Axelinus ghilarovi Kryzhanovskij, 1976 (Туркмения, Узбекистан)
- другие виды